# Sugar (chanson de System of a Down)
Pour les articles homonymes, voir Sugar.
Singles de System of a Down
Spiders
Sugar est un single et une chanson du groupe de rock américain System of a Down, tiré de l'album éponyme System of a Down sorti le 30 juin 1998. C'est la piste 3 de l'album, elle dure 2 minutes et 34 secondes.
Elle est souvent jouée en toute fin des concerts du groupe.
Le clip officiel débute par une parodie de journal télévisé montrant un journaliste excédé par la passivité du public auquel il s'adresse et par la pauvreté et la nature de l'information qu'il délivre, et la manipulation par les institutions et les médias qu'elle implique. (« I tell you what they want you to know, and you consider it the truth » (traduction : « Je vous répète ce qu'ils veulent que vous sachiez, et vous considérez  cela comme la vérité »)).